# Hardial Bains
Hardial Bains (15 agosto 1939 – 24 agosto 1997) è stato un politico indiano naturalizzato canadese, fondatore e leader del Partito Comunista del Canada (Marxista-Leninista) fino alla morte.

## Biografia
Nato in India da una famiglia comunista, Bains divenne un membro dell'ala giovanile del partito comunista dell'India (IPC). 
Nel 1961 fondò Gli Internazionalisti, un'organizzazione che sosteneva Mao Tse-tung, il presidente del Partito Comunista Cinese, durante la crisi sino-sovietica.
Questa organizzazione, una volta trasferitosi in Canada, divenne il partito comunista canadese.
Nel 1967, Bains ha tenuto una conferenza a Londra per determinare il futuro del movimento anti-revisionista.
Bains è stato un leader del movimento e ha aiutato a fondare diversi partiti di stampo marxista nel mondo, come il Partito comunista rivoluzionario (UK ), il Partito comunista d'Irlanda e il Partito comunista Ghadar dell'India.
A Ottawa è stato eretto un monumento in onore a Bains e i suoi compagni. L'attuale leader del partito è la vedova di Bains, Sandra L. Smith.
| Controllo di autorità | VIAF (EN) 48232992 · ISNI (EN) 0000 0001 1949 5160 · LCCN (EN) n85811353 · GND (DE) 1012339092 |